# Ittihad Club
Al-Ittihad Saudi Arabian Club, kortweg Ittihad Club, is een professionele voetbalclub uit Jeddah in Saoedi-Arabië.

## Geschiedenis
In 1999 won Ittihad de Aziatische beker voor bekerwinnaars. De club werd twee keer kampioen van Azië, waar ze speelden in de AFC Champions League. In 2004 won Ittihad tegen Seongnam Ilhwa Chumma uit Zuid-Korea met een 1-3 (thuis) en 0-5 (uit). In 2005 won de club tegen Al-Alin uit de Verenigde Arabische Emiraten met een 5-3-zege in totaal. Al-Alin speelde thuis 1-1 gelijk, maar verloor in Saoedi-Arabië met 4-2 van Ittihad. Als Aziatisch kampioen nam Ittihad in december 2005 deel aan het WK voor clubs. In de kwartfinale won de Arabische club met 1-0 van het Egyptische Al-Ahly door een doelpunt van Mohammed Noor. São Paulo FC was in de halve finale echter met 3-2 te sterk. Hamad Al-Montashari en opnieuw Mohammed Noor scoorden voor Ittihad. Uiteindelijk eindigde Ittihad op de vierde plaats op het WK voor clubs doordat in de troostfinale met 3-2 werd verloren van Deportivo Saprissa uit Costa Rica. Tot vijf minuten voor tijd leidde de Arabische club met 2-1 door doelpunten van Kallon en Job, maar daarna gaf Ittihad de wedstrijd alsnog uit handen.

## Erelijst
Nationaal
- Saudi Professional League: 1982, 1997, 1999, 2000, 2001, 2003, 2007, 2009, 2023, 2025
- Saudi King's Cup: 1958, 1959, 1960, 1963, 1967, 1988
- Saudi Crown Prince Cup: 1958, 1959, 1963, 1991, 1997, 2001, 2004
- Saudi Federation Cup: 1986, 1997, 1999
- Saudi Super Cup: 2022

Internationaal
- AFC Champions League: 2004, 2005
- Asian Cup Winners Cup: 1999
- Arab Champions League: 2005
- GCC Champions League: 1999

## Bekende (oud-)spelers en -trainers

### Spelers
- Hamad Al-Montashari
- Karim Benzema
- Steven Bergwijn
- Wilfried Bony
- Nourdin Boukhari
- Moussa Diaby
- Roberto Donadoni
- Karim El Ahmadi
- Fabinho
- Lucian Sânmărtean
- Tarek Hamed
- Jota
- N'Golo Kanté
- Danilo Pereira
- Garry Mendes Rodrigues
- Mohammed Noor
- Romarinho
- Rob Witschge

### Trainers
- Slaven Bilić
- Laurent Blanc
- László Bölöni
- Henk ten Cate
- Cosmin Contra
- Anghel Iordănescu
- Vanderlei Luxemburgo
- Nuno